# Thagria fossiata
Thagria fossiata är en insektsart som beskrevs av Nielson 1982. Thagria fossiata ingår i släktet Thagria och familjen dvärgstritar. Inga underarter finns listade i Catalogue of Life.